# Lipkea
Lipkea is een geslacht van neteldieren uit de familie. Het is het enige geslacht in de monotypische familie Lipkeidae. Lipkea-soorten missen tentakels aan het uiteinde van hun zwemklok.

## Soorten
- Lipkea ruspoliana Vogt, 1886
- Lipkea stephensoni Carlgren, 1933
- Lipkea sturdzi (Antipa, 1893)

## Verspreiding
Volgens het World Register of Marine Species is L. stephensoni de enige soort die bekend is uit de wateren voor de kust van Zuid-Afrika. De andere Lipkea-soorten (L. ruspoliana en L. sturdzi) komen voor in de Middellandse Zee. Het is waarschijnlijk dat er onbeschreven exemplaren van Lipkea zijn. 